# Ilja Pawlowitsch Tutajew

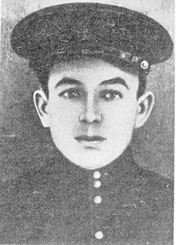
Ilja Tutajew in Uniform des Leibgarde-Jägerregiments

Ilja Pawlowitsch Tutajew (russisch Илья Павлович Тутаев; * 20. Julijul. / 1. August 1897greg. bei Beschezk; † 11. Juli 1918 bei Jaroslawl) war ein russischer Rotarmist.

## Leben
Über Tutajews Leben ist wenig bekannt. Der Bauernsohn aus dem Ujesd Beschezk des Gouvernements Twer diente während des Ersten Weltkriegs ab 1916 in der Kaiserlich Russischen Armee. Nach der Oktoberrevolution 1917 kehrte er in das Dorf Kuprijanowo des Ujesds Romanow-Borissoglebsk zurück, wo die Familie seit 1912 wohnte. Im Sommer 1918 trat er während des Russischen Bürgerkriegs in die Rote Armee ein, in dessen Rahmen es in und um Jaroslawl im Juli 1918 zum „weißen“, von Boris Sawinkow organisierten Jaroslawler Aufstand gekommen war. Während des Vorrückens einer kleinen roten Einheit auf Jaroslawl kam Tutajew unter nicht endgültig geklärten Umständen während eines Schusswechsels mit Weißen oder vermeintlichen Weißen unweit des Dorfes Ustje bei Jaroslawl ums Leben. Die Augenzeugenberichte über den genauen Hergang sind widersprüchlich.

## Ehrung
Noch im Sommer 1918 wurde das nicht weit entfernt gelegene Verwaltungszentrum des Ujesds, in dem Tutajew zuletzt lebte, auf Initiative der kommunistischen örtlichen Verwaltung in Tutajew umbenannt. Der vorherige Name Romanow-Borissoglebsk hatte Bezug zum Namen der russischen Zarendynastie Romanow. Tutajew wurde zum lokalen Helden der Roten Armee stilisiert. Neben der Stadt wurden auch mehrere Straßen nach ihm benannt, darunter in Jaroslawl; zum 40. Jahrestag der Oktoberrevolution 1957 wurde ein Denkmal in der Stadt Tutajew errichtet.